# Maria Dorothea Sophia von Oettingen

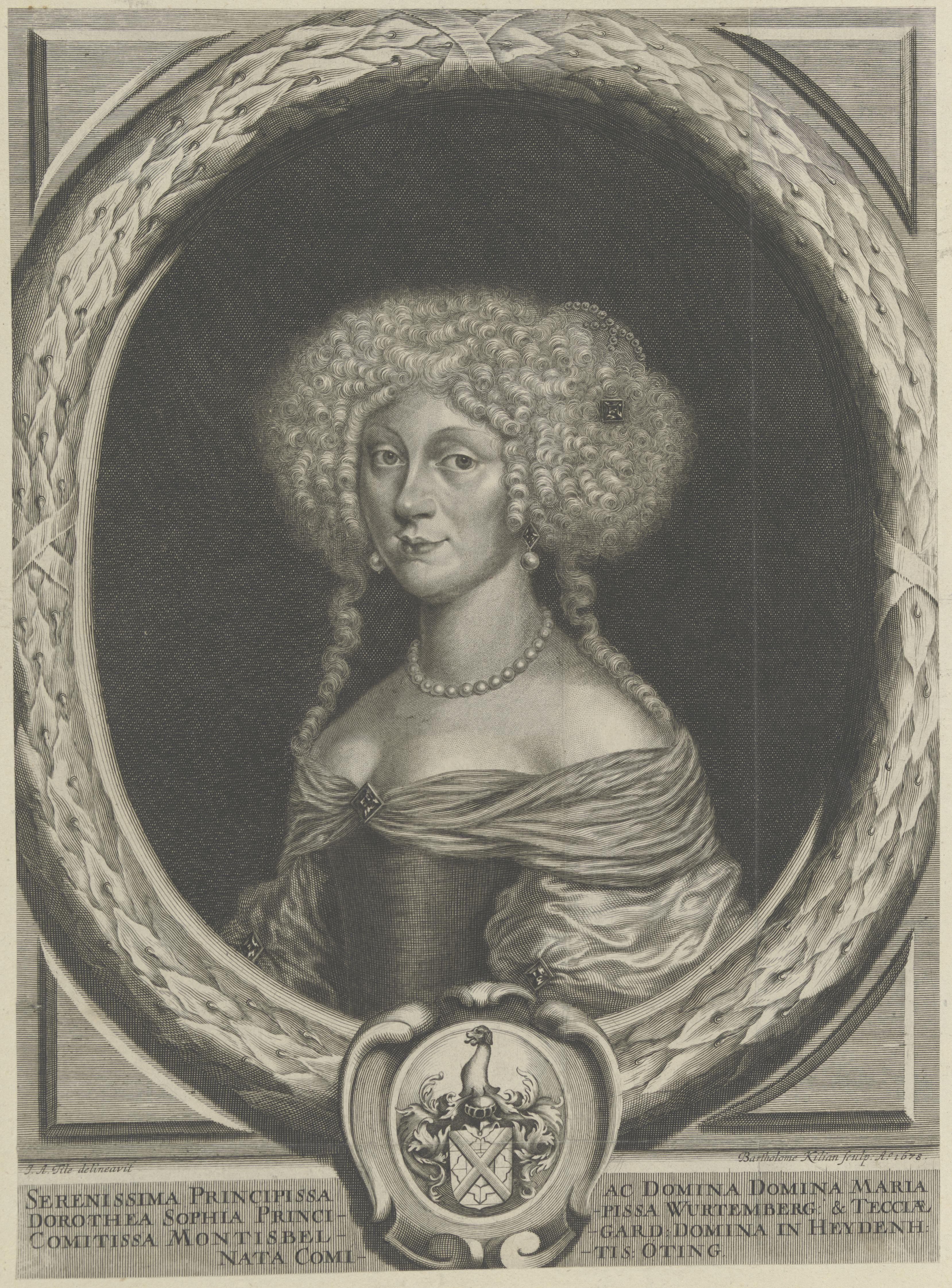
Maria Dorothea Sophia von Oettingen-Oettingen (1639–1698)

Maria Dorothea Sophia zu Oettingen-Oettingen (* 29. Dezember 1639 in Oettingen; † 29. Juni 1698 in Nürtingen) war die zweite Ehefrau von Herzog Eberhard III. von Württemberg (1614–1674).
Sie wurde geboren als fünftes Kind von Graf Joachim Ernst zu Oettingen-Oettingen (1612–1659) aus dem protestantischen Zweig des Hauses Oettingen und drittes Kind seiner zweiten Frau Gräfin Anna Dorothea zu Hohenlohe-Neuenstein-Gleichen (1621–1643).
Am 20. Juli 1656 heiratete sie in Ansbach im Alter von sechzehn Jahren Herzog Eberhard III., nachdem dessen erste Frau Anna Katharina Dorothea von Salm-Kyrburg am 7. Juni 1655 gestorben war.
Aus dieser zweiten Ehe Eberhards gingen folgende Kinder hervor:
- Georg Friedrich (* 24. September 1657; † 18. Oktober 1685), gefallen in Kaschau.
- (Sohn) (*/† 1659)
- Albrecht Christian (* 13. Juni 1660; † 20. Januar 1663)
- Ludwig (* 14. August 1661; † 30. November 1698)
- Joachim Ernst (* 28. August 1662; † 16. Februar 1663)
- Philipp Siegmund (* 6. Oktober 1663; † 23. Juli 1669)
- Karl Ferdinand (* 13. Oktober 1667; † 13. Juni 1668)
- Johann Friedrich (* 10. Juni 1669; † 15. Oktober 1693), starb nach einem Duell in Herrenberg.
- Sophie Charlotte (* 22. Februar 1671; † 19. September 1717), verheiratet mit Herzog Johann Georg II. von Sachsen-Eisenach (1665–1698)
- Eberhard (*/† 1672)
- Emanuel Eberhard (* 11. Oktober 1674; † 1. Juli 1675)

Alle ihre Kinder verstarben kinderlos.
Ihr jüngerer Bruder Graf Albrecht Ernst I. zu Oettingen-Oettingen (1642–1683) heiratete im Gegenzug nacheinander zwei Töchter Herzog Eberhards aus dessen erster Ehe: am 7. Juni 1665 in Stuttgart Prinzessin Christine Friederike von Württemberg (1644–1674) und am 30. April 1682 in Oettingen Eberhardine Catharine von Württemberg (1651–1683), wodurch beide sowohl Stieftochter wie Schwägerin von Maria Dorothea wurden.
Nach dem Tod ihres Mannes lebte sie zwischen 1675 und 1690 in Schloss Kirchheim, einem der traditionellen Witwensitze der Württemberger. Nach dem Großen Stadtbrand von Kirchheim am 3. August 1690 wurde ihr das Nürtinger Schloss als Witwensitz zugewiesen.